# Game Maker's Toolkit
Game Maker's Toolkit (GMTK) is een YouTube kanaal gefocust op het analyseren van computerspellen. De show wordt gepresenteerd door Mark Brown. Hij heeft het kanaal opgericht op 4 juni 2006, maar de eerste aflevering is pas uitgebracht in 2014. Mark Brown is een Britse journalist van computerspellen, geboren op 2 mei.
Tijdens de show worden verschillende aspecten van computerspellen uitgelegd, met als doel de kijker te informeren over de afwegingen die zijn gemaakt tijdens het ontwikkelingsproces van een computerspel. Zodoende stelt het ontwikkelaars van computerspellen in staat om zich te verbeteren in hun vak. Zo zijn er video's die toegankelijkheid in computerspellen bespreken. Het kanaal wordt gefinancierd via Patreon.

## Geschiedenis
Voorafgaand aan GMTK, werkte Brown als journalist van computerspellen. In de periode van 2009 tot 2013 schreef hij als freelance journalist voor GamesRadar, The Escapist en Wired. In 2010 en 2011 werkte hij voor Eurogamer, waar hij recensies van computerspellen schreef. In augustus 2012 ging Brown werken voor Pocket Gamer, een Britse publicatie toegewijd aan computerspellen voor mobiele telefoons. Hij werkte hier als nieuwsredacteur en later als hoofdredacteur. In januari 2017 verliet Brown zijn functie als hoofdredacteur om zich volledig te concentreren op Game Maker's Toolkit. Sindsdien heeft Brown af en toe als freelancer geschreven en publiceert hij computerspelrecensies op zijn Patreon-pagina voor supporters van de Game Maker's Toolkit.
In november 2014 bracht Brown de eerste aflevering van de show uit, genaamd "Adaptive Soundtracks". De eerste afleveringen werden op onregelmatige basis uitgebracht, doorgaans om de drie tot vijf weken. Elke video bespreekt een bepaald obstakel bij het ontwerpen van computerspellen. Vervolgens wordt de implementatie van mogelijke oplossingen besproken aan de hand van specifieke computerspellen. In 2016 en 2017 werden de afleveringen langer; vaak met een looptijd van meer dan 10 minuten. Ook werden ze vaker gepubliceerd; er zat ongeveer drie weken tussen nieuwe video's. Sinds 2018 publiceert Brown gemiddeld twee video's per maand. Brown lanceerde in 2015 een crowdfundingpagina op Patreon, waarmee kijkers van GMTK elke maand met een klein bedrag de show konden ondersteunen. In december 2016 kondigde hij aan dat hij dankzij zijn geldschieters op Patreon, zijn baan bij Pocket Gamer zou opzeggen en fulltime zou gaan werken aan GMTK.

## Game Jam
Sinds 2017 organiseert GMTK jaarlijks een wedstrijd waarbij deelnemers een computerspel proberen te ontwikkelen (een game jam). Deze competities vinden plaats op itch.io, een indie computerspelwebsite. Tijdens de competitie hebben ontwikkelaars 48 uur de tijd om een computerspel te maken die past bij het thema. Dit thema wordt aan het begin van de competities bekendgemaakt. Tot op heden is het aantal deelnemers bij elke uitvoering verdubbeld ten opzichte van de vorige editie.
De eerste competitie vond plaats van 14 juli tot 17 juli 2017. Het thema was "Downwell's Dual Purpose Design" (dubbel doeleinde ontwerp). In het computerspel Downwell kunnen met elke actie meerdere doeleindes bereikt worden. 2.857 ontwikkelaars namen deel aan de competitie en 741 computerspellen werden ingezonden.
De competitie van 2018 vond plaats van 31 augustus tot 2 september 2018. Het thema van deze editie was "genre without mechanic" (genre zonder spelregel). Dit thema was geïnspireerd door Snake Pass, een platformspel waarin de speler niet kan springen. Van de 3.313 deelnemers hebben 1.029 een spel ingeleverd.
De competitie van 2019 vond plaats van 2 augustus tot 4 augustus 2019. Dit keer was het thema "only one" (slechts één). Aan de competitie namen 7.590 ontwikkelaars deel, welke 2.648 spellen inzonden. Dit was destijds de grootste competitie op itch.io. De website crashte dan ook toen duizenden deelnemers vlak voor de deadline tegelijkertijd hun werk probeerden in te zenden.
De competitie van 2020 vond plaats van 10 juli tot 12 juli 2020. Het thema was "out of control" (uit de handgelopen). Dit maal namen 18.326 ontwikkelaars deel, die 5.477 computerspellen inzonden. Met dit aantal werd het de grootste online game jam aller tijde. Het vorige record stond op 10.330 deelnemers en 4.959 inzending bij de 46ste editie van Ludum Dare, welke gehouden was in april 2020.